# Thillombois
 Thillombois  là một xã thuộctỉnh Meuse trong vùng Grand Est đông bắc nước Pháp. Xã này nằm ở khu vực có độ cao trung bình 246 mét trên mực nước biển. Dân số theo điều tra năm 1999 của INSEE là 35 người.
Diện tích xã là 13,03 km2.